# Prosevania deesaensis
Prosevania deesaensis är en stekelart som först beskrevs av Cameron 1907.  Prosevania deesaensis ingår i släktet Prosevania och familjen hungersteklar. Inga underarter finns listade i Catalogue of Life.